# 三氟化钼
三氟化钼是一种钼的氟化物，化学式 MoF3。

## 制备
三氟化钼可以由五氟化钼和钼在400 °C下反应而成。
{\displaystyle \mathrm {3\ MoF_{5}+2\ Mo\longrightarrow 5\ MoF_{3}} }

## 性质
三氟化钼是浅绿色固体，在800 °C下变黑，在900 °C下则变成深红色。它在500 °C以下都对热稳定。它的晶体结构和三氟化钒一样，但有些来源则称三氟化钼的晶体结构和三氧化铼一样。